# Hyoseong-dong
Hyoseong-dong (koreanska: 효성동) är en stadsdel i staden Incheon i den nordvästra delen av Sydkorea, 24 km väster om huvudstaden Seoul. Den ligger i stadsdistriktet Gyeyang-gu.

## Indelning
Administrativt är Hyoseong-dong indelat i:
| Namn    | Namn                | Yta km² | Invånare 31 dec 2020 |
| ------- | ------------------- | ------- | -------------------- |
| 효성1동 | Hyoseong 1(il)-dong | 2,08    | 25 355               |
| 효성2동 | Hyoseong 2(i)-dong  | 2,90    | 30 231               |